# Partia Działania Obywatelskiego
Partia Działania Obywatelskiego (hiszpański Partido Acción Ciudadana, PAC) – kostarykańska lewicowa partia polityczna o profilu socjalistycznym. Założona w 2000 roku jako polityczna reprezentacja ruchu protestującego przeciwko dołączeniu do CAFTA (Central America Free Trade Agrement).

## Historia
Partia powstała w 2000 roku, już dwa lata później pokazała swoją siłę gdy kandydat na prezydenta wystawiony przez partię - Ottón Solís, uzyskał ponad 26 procent poparcia. Partia zdobyła 21,9 procent poparcia w wyborach do parlamentu dzięki czemu udało się jej zdobyć 14 mandatów poselskich. W 2010 roku partia stała się drugą co do wielkości frakcją w parlamencie, pokonując tradycyjne partie polityczne. Przywódca partii Ottón Solís przegrał nieznacznie wybory prezydenckie w 2006 roku (2 procent różnicy), cztery lata później wystartował po raz kolejny uzyskując 25,15 procent.